# TJ TŽ Třinec (šachy)
TJ TŽ Třinec (šachy) je český šachový oddíl se sídlem v Třinci. Patří do Tělovýchovné Jednoty Třineckých Železáren. Hrál hned v prvním ročníku České šachové extraligy po rozdělení Československa v sezóně 1992/1993, kdy ze soutěže spadl. Vrátil se po pěti sezónách v 1. moravskoslezské lize a stal se tradičním účastníkem extraligy, když od té doby chyběl jen dvakrát, kdy se vždy po roce v nižší soutěži vrátil. Největšího úspěchu dosáhl v sezóně 2002/2003, kdy extraligu vyhrál a o rok dříve, kdy skončil na třetím místě.[zdroj?]

## Historie
Po dobu působení v Extralize klub vystupoval pod jménem generálního partnera Třineckých železáren. V sezóně 2008/09 měl Třinec v extralize dvojnásobné zastoupení, když se tam na jednu sezónu podíval B-tým Třince.

## Přehled výsledků

### Česká šachová extraliga

#### A - tým
| Soutěž               | Sezóna  | Poř | P/S    | Z  | V  | R | P | BZ | BP   | VP |
| -------------------- | ------- | --- | ------ | -- | -- | - | - | -- | ---- | -- |
| Extraliga            | 1992/93 | 10. | sestup | 9  | 1  | 2 | 6 | 4  | 33,0 | 12 |
| Moravskoslezská liga | 1993/94 | 4.  |        | 11 | —  | — | — | —  | —    | —  |
| Moravskoslezská liga | 1994/95 | 4.  |        | 11 | —  | — | — | —  | —    | —  |
| Moravskoslezská liga | 1995/96 | 5.  |        | 11 | —  | — | — | —  | —    | —  |
| Moravskoslezská liga | 1996/97 | 3.  |        | 11 | —  | — | — | —  | —    | —  |
| Moravskoslezská liga | 1997/98 | 1.  | postup | 11 | —  | — | — | —  | —    | —  |
| Extraliga            | 1998/99 | 10. |        | 11 | 3  | 2 | 6 | 8  | 52,5 | 36 |
| Extraliga            | 1999/00 | 6.  |        | 11 | 4  | 3 | 4 | 11 | 53,0 | 33 |
| Extraliga            | 2000/01 | 4.  |        | 11 | 6  | 2 | 3 | 14 | 43,0 | 25 |
| Extraliga            | 2001/02 | 3.  |        | 11 | 5  | 4 | 2 | 14 | 44,0 | 23 |
| Extraliga            | 2002/03 | 1.  |        | 11 | 7  | 3 | 1 | 17 | 40,5 | 16 |
| Extraliga            | 2003/04 | 5.  |        | 11 | 4  | 5 | 2 | 13 | 45,0 | 20 |
| Extraliga            | 2004/05 | 8.  |        | 11 | 3  | 3 | 5 | 9  | 55,0 | 36 |
| Extraliga            | 2005/06 | 10. |        | 11 | 3  | 0 | 8 | 9  | 57,0 | 33 |
| Extraliga            | 2006/07 | 5.  |        | 11 | 5  | 2 | 4 | 17 | 58,0 | 40 |
| Extraliga            | 2007/08 | 10. |        | 11 | 1  | 3 | 7 | 6  | 51,5 | 31 |
| Extraliga            | 2008/09 | 10. |        | 11 | 3  | 1 | 7 | 10 | 53,0 | 38 |
| Extraliga            | 2009/10 | 9.  |        | 11 | 4  | 1 | 6 | 13 | 50,0 | 31 |
| Extraliga            | 2010/11 | 12. | sestup | 11 | 0  | 2 | 9 | 2  | 42,5 | 19 |
| 1. liga východ       | 2011/12 | 1.  | postup | 11 | 10 | 1 | 0 | 31 | 55,5 | 34 |
| Extraliga            | 2012/13 | 8.  |        | 11 | 3  | 4 | 4 | 13 | 58,0 | 39 |
| Extraliga            | 2013/14 | 8.  |        | 11 | 3  | 1 | 7 | 10 | 54,0 | 29 |
| Extraliga            | 2014/15 | 10. |        | 11 | 2  | 1 | 8 | 7  | 53,5 | 34 |
| Extraliga            | 2015/16 | 11. | sestup | 11 | 2  | 4 | 5 | 10 | 47,0 | 23 |
| 1. liga východ       | 2016/17 | 2.  | [ 1 ]  | 11 | 8  | 1 | 2 | 25 | 52,5 | 36 |
| 1. liga východ       | 2017/18 | 2.  |        | 11 | 7  | 3 | 1 | 24 | 49,0 | 28 |

#### B - tým
| Soutěž               | Sezóna  | Poř | P/S    | Z  | V | R | P  | BZ | BP   | VP |
| -------------------- | ------- | --- | ------ | -- | - | - | -- | -- | ---- | -- |
| Moravskoslezská liga | 2003/04 | 4.  |        | 11 | 4 | 4 | 3  | 12 | 44,5 | 20 |
| Moravskoslezská liga | 2004/05 | 3.  |        | 11 | 7 | 1 | 3  | 15 | 50,0 | 31 |
| 1. liga - východ     | 2005/06 | 4.  |        | 11 | 5 | 2 | 4  | 17 | 47,5 | 31 |
| 1. liga - východ     | 2006/07 | 3.  |        | 11 | 8 | 1 | 2  | 25 | 52,0 | 26 |
| 1. liga - východ     | 2007/08 | 1.  | postup | 11 | 9 | 0 | 2  | 27 | 53,0 | 34 |
| Extraliga            | 2008/09 | 12. | sestup | 11 | 0 | 1 | 10 | 1  | 20,0 | 6  |
| 1. liga - východ     | 2009/10 | 4.  |        | 11 | 6 | 0 | 5  | 18 | 47,0 | 27 |
| 1. liga - východ     | 2010/11 | 11. | sestup | 11 | 2 | 2 | 7  | 8  | 29,5 | 16 |
| 2. liga F            | 2011/12 | 6.  |        | 11 | 5 | 0 | 6  | 15 | 43,5 | 28 |
| 2. liga F            | 2012/13 | 2.  |        | 11 | 7 | 2 | 2  | 23 | 50,5 | 32 |
| 2. liga F            | 2013/14 | 3.  |        | 11 | 5 | 4 | 2  | 19 | 49,0 | 29 |
| 2. liga F            | 2014/15 | 2.  |        | 11 | 6 | 4 | 1  | 22 | 56,5 | 35 |
| 2. liga F            | 2015/16 | 3.  |        | 11 | 6 | 1 | 4  | 19 | 53,5 | 37 |
| 2. liga F            | 2016/17 | 3.  |        | 11 | 8 | 2 | 1  | 26 | 56,5 | 42 |
| 2. liga F            | 2016/17 | 9.  |        | 11 | 3 | 2 | 6  | 11 | 41,5 | 24 |

## Hráči
Za šachový klub hráli Extraligu velmistři:
- Slavko Čičak,  Alexander Danin,  Vjačeslav Dydyško,  Krzysztof Jakubowski,  Peter Michalík,  Aleksander Miśta,  Tomáš Oral,  Tomáš Petrík,  Igor Štohl,  Gennadij Timoščenko,

mezinárodní mistři:
- Milan Babula (A+B),  Rolands Bērziņš (A),  Richard Biolek (A),  Roman Chytilek (A),  Jana Jacková (A),  Lukáš Klíma (A),  Ladislav Langner (A),  Piotr Murdzia (A),  Vlastimil Neděla (A),  Milan Pacher (A),  Karol Pinkas (A),  Petr Pisk (A),  Vojtěch Plát (A),  Vítězslav Rašík (A),  Jan Sikora-Lerch (A),  Petr Velička (A),  Marián Jurčík (B)

mezinárodní mistryně:
- Olga Sikorová (A),  Soňa Pertlová (B),  Joanna Worek (B)